# ロッカ・カナヴェーゼ
ロッカ・カナヴェーゼ（伊: Rocca Canavese）は、イタリア共和国ピエモンテ州トリノ県にある、人口約1,700人の基礎自治体（コムーネ）。

## 地理

### 位置・広がり

#### 隣接コムーネ
隣接するコムーネは以下の通り。
- バルバニーア
- コーリオ
- フォルノ・カナヴェーゼ
- レヴォーネ
- ノーレ
- サン・カルロ・カナヴェーゼ
- ヴァウダ・カナヴェーゼ

## 行政

### 分離集落
ロッカ・カナヴェーゼには、以下の分離集落（フラツィオーネ）がある。
- Ariet, Arsun, Avvocat , Borgno, Buretta, Ciama', Ferrando, Gerbido, Min, Moie, Monsignore, Montiglio, Nepote, Peroglio, Piana, Pit, Remondato, Ruvera, San Rocco, Trucco, Vallossera, Vauda di Rocca, Verna, Vinardi